# الشبكة العربية لضمان الجودة في التعليم العالي
الشبكة العربية لضمان الجودة في التعليم العالي هي منظمة أسست عام 2007 م للعمل على ضمان الجودة في التعليم العالي في العالم العربي. مقرها الرئيسي في القاهرة. أنشئت الشبكة العربية لضمان الجودة في التعليم العالي في حزيران / يونيو 2007 باعتبارها منظمة غير حكومية لا تستهدف الربح. الغرض لإنشاء الشبكة هو إيجاد آلية بين البلدان العربية إلى:
- تبادل المعلومات حول ضمان الجودة
- بناء هيئات جديدة لضمان الجودة
- وضع معايير جديدة لإنشاء هيئات ضمان الجودة أو دعمه
- نشر الممارسات الجيدة في ضمان الجودة
- تعزيز الاتصال بين هيئات ضمان الجودة في البلدان المختلفة

حصلت على بعض الدعم من البنك الدولي واليونسكو.